# Irish League 1894-95
La Irish League 1894-95 fue la quinta edición de la máxima categoría del fútbol irlandés, organizada por la Asociación Irlandesa de Fútbol (IFA). La liga contó con 4 equipos, y el campeón fue Linfield, que alcanzó su cuarto título.

## Desarrollo

### Clasificación
| Pos. | Equipo       | Pts. | PJ | G | E | P | GF | GC | Dif. | Clasificación |
| ---- | ------------ | ---- | -- | - | - | - | -- | -- | ---- | ------------- |
| 1    | Linfield (C) | 10   | 6  | 4 | 2 | 0 | 18 | 6  | +12  | Campeón       |
| 2    | Distillery   | 7    | 6  | 3 | 1 | 2 | 13 | 13 | 0    |               |
| 3    | Glentoran    | 4    | 6  | 1 | 2 | 3 | 9  | 14 | −5   |               |
| 4    | Cliftonville | 3    | 6  | 1 | 1 | 4 | 10 | 17 | −7   |               |

 Fuente: RSSSF
| Campeón Linfield |
| 4.to título      |